# Садове (Бухар-Жирауський район)
Садо́ве (каз. Садовое) — село у складі Бухар-Жирауського району Карагандинської області Казахстану. Входить до складу Гагарінського сільського округу.
Населення — 236 осіб (2021; 391 у 2009, 260 у 1999, 253 у 1989).
Національний склад станом на 1989 рік:
- німці — 58 %;
- росіяни — 24 %.

Станом на 1989 рік село називалось Калінінське.